# Relchela panicoides
Relchela panicoides är en gräsart som beskrevs av Ernst Gottlieb von Steudel. Relchela panicoides ingår i släktet Relchela och familjen gräs. Inga underarter finns listade i Catalogue of Life.